# The Killing of a journalist
|  | Denne artikel er oprettet af botten Steenthbot ud fra en ekstern database. Den kan derfor have sproglige fejl eller mangler. Denne skabelon kan fjernes efter kontrol af indholdet. |

The Killing of a journalist er en dokumentarfilm fra 2022 instrueret af Matt Sarnecki.